# Трахтенберг, Наум Михайлович
Наум Михайлович Трахтенберг (28 ноября 1909, Одесса — 25 декабря 1970, Москва) — советский кинорежиссёр, актёр и писатель.

## Биография
С 1926 — актёр на кинофабриках Москвы.
С 1928 — помощник режиссёра на кинофабрике «Культкино».
С 1930 — ассистент режиссёра киностудии «Межрабпомфильм».
В 1933 — 1934 — режиссёр Московской студии «Союзкинохроники».
Окончил ГИТИС (1937 год, режиссёрский факультет). Работал помощником и ассистентом режиссёра, актёром. Режиссёр киностудии «Мосфильм» — с 1939 года. В годы Великой Отечественной войны — режиссёр киногрупп, снимавших документальную хронику на фронте, корреспондент армейских газет.
Автор пьесы «Карл Бруннер», написанной вместе с Беллой Балашем.
Похоронен в Москве на Востряковском кладбище.

## Семья
- Жена — Тамара Исааковна Трахтенберг (1909—1993).
  - Дочь — актриса Лариса Наумовна Светлова (1927—1983), играла в Ленинградском театре имени Ленинского Комсомола, ленинградском БДТ и Центральном театре кукол в Москве.
  - Сын — Виктор Наумович Трахтенберг (родился 30 декабря 1942 года), режиссёр, продюсер.

## Фильмография
- 1934 — На страже СССР № 1/25, 2/26, 3/27, 4/28 5/26, 6/30, 7/31, 8/32, 9/33 (документальный)
- 1940 — На путях (короткометражный)
- 1943 — 28 героев /фильм—песня/
- 1956 — Обида (короткометражный)
- 1958 — Сорока-воровка[2]
- 1961 — История с пирожками (в киноальманахе «Совершенно серьёзно»)[3]
- 1963 — Сюрприз (в киноальманахе Фитиль) № 12), сценарист и режиссёр
- 1966 — Выстрел[4]
- 1969 — Я его невеста[5]

### Прочее
- 1939 — Ночь в сентябре — ассисент режиссёра
- 1947 — Сказание о земле Сибирской — третий режиссёр
- 1955 — Уроки жизни — второй режиссёр